# Port lotniczy Canaima
Port lotniczy Canaima (IATA: CAJ, ICAO: SVCN) – port lotniczy położony w Canaima, w stanie Bolívar, w Wenezueli.